# Tinsukia (stad)
Tinsukia is een stad en gemeente in het district Tinsukia van de Indiase staat Assam. 

## Demografie
Volgens de Indiase volkstelling van 2001 wonen er 85.519 mensen in Tinsukia, waarvan 55% mannelijk en 45% vrouwelijk is. De plaats heeft een alfabetiseringsgraad van 79%. 